# Gartner
Pour les articles homonymes, voir Gartner (homonymie).
Gartner Inc. est une entreprise américaine de conseil et de recherche dans le domaine des techniques avancées dont le siège social est situé à Stamford dans le Connecticut. Elle mène des recherches, fournit des services de consultation, tient à jour différentes statistiques et maintient un service de nouvelles spécialisées.

## Historique
Gideon Gartner fonde la société en 1979, qu'il quitte en 1992 pour fonder Giga Information Group. L'entreprise s'ouvre aux investisseurs au cours des années 1980.
En janvier 2017, Gartner acquiert CEB, une entreprise américaine de conseil dans la finance, pour 2,6 milliards de dollars.

## Activité
Gartner est constitué de 17 000 associés, incluant environ 1 280 analystes et consultants, répartis dans 100 pays. Ses revenus fiscaux de 2010 ont atteint 1,288 milliard de dollars.
Elle est cotée au New York Stock Exchange (NYSE) sous le symbole IT.

### Clientèle
Gartner a des clients dans environ 11 500 entreprises ou entités différentes, elle vend des memberships tant aux sociétés clientes d'entreprises technologiques qu'à ces entreprises. Celles-ci ont dès lors droit de consulter les analystes de Gartner, ce qui leur permet de mieux comprendre les besoins de leurs clients.

### Recherche
Gartner offre un portfolio de recherches qui portent sur les techniques qui font progresser les affaires et qui favorisent le succès dans les organisations. Ce portfolio compte plus de 200 sujets de recherche : CRM (Gestion de la relation client), B2B, chaîne d'approvisionnement, Wi-Fi, techniques émergentes, sécurité, TIC et commerce en ligne.

### Consultation
Les consultants mandatés par Gartner conseillent des milliers de clients dans différents domaines, stratégies de commerce en ligne, mesure de l'efficacité et de l'efficience de la production globale. Ces consultants se bornent à offrir des conseils en regard des nouvelles techniques, que ce soit en matière d'évaluation, d'acquisition, de développement de projet, de mesures et de gestion technologique (coût total de possession, CRM et dépenses en TIC).

### Mesure
Gartner maintient une grande base de données de benchmarks industriels. Cette base de données est mise à jour et augmentée de façon anonyme par les clients de Gartner. En retour, ces clients peuvent se comparer relativement à leurs compétiteurs, ou au marché. Gartner fournit également une suite logicielle appelée Decision Tools, laquelle permet de mesurer le coût total de possession, incidence globale de l'innovation et le rendement sur investissement.

### Publications

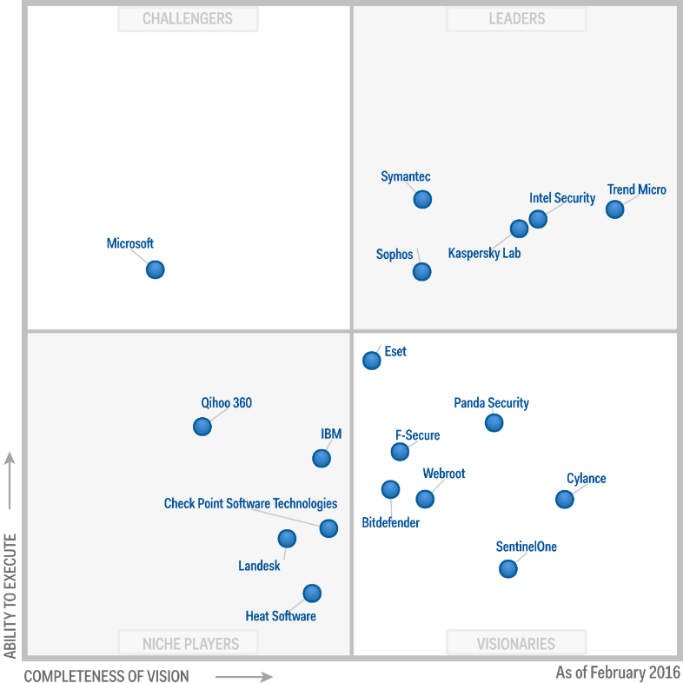
Exemple de quadrant magique publié par le Gartner

Gartner publie des résultats comparatifs de sociétés, solutions ou de produits sous la forme de nuage de points dans un « quadrant magique » (« magic quadrant »), se présentant comme un graphe à deux dimensions. L'axe horizontal mesure la « complétude de la vision », et l'axe vertical mesure la « ability to execute », ce qui répartit les points dans quatre quadrants : acteurs de niche (« niche players »), « visionnaires », « challengers » et « leaders »,. Le terme « magic quadrant » est apparu pour la première fois en 1994, mais son histoire remonte aux années 1980.

### Critiques
La méthodologie de classement des solutions dans le quadrant magique n'est pas publique. Un des reproches faits à ce genre de classement est qu'il est plutôt orienté pour les investisseurs que pour les acheteurs. En 2017 un nouveau critère est apparu pour pouvoir figurer dans le quadrant magique: les sociétés doivent avoir un chiffre d'affaires d'au moins 40 millions de dollars, ou un taux de croissance d'au moins 50%, ce qui exclut d'office certaines solutions open source en particulier.

### Évènements
- Gartner Symposium/ITxpo : ce congrès dédié aux TIC rassemble environ 200 domaines présentés par des analystes de Gartner.
- Rencontres régionales : chaque année, Gartner organise 65 rencontres dans le monde, qui attirent environ 40 000 gestionnaires et professionnels en TIC[Quand ?].